# 琥珀酸半醛
琥珀酸半醛（SSA）是一种γ-氨基丁酸代谢物，由γ-氨基丁酸在γ-氨基丁酸转氨酶的作用下反应，再氧化生成琥珀酸，进入三羧酸循环中生成。